# 부천 만불선원 화엄경언해
부천 만불선원 화엄경언해(華嚴經諺解)는 대한민국 경기도 부천시 소사구 송내동 만불선원에 있는 조선시대의 필사본 불경이다. 2012년 3월 26일 경기도의 유형문화재 제268호로 지정되었다.

## 지정 사유
총 38권39책 1,625장의 방대한 국역본으로 왕실의 안강과 수만세를 축원하기 위해 궁녀들이 필사한 책으로, 최초로 화엄경을 국역하였고 불경연구와 당시 우리말의 쓰임 등 국학연구의 중요한 자료로 가치 인정된다.

## 참고 문헌
- 부천 만불선원 화엄경언해38권39책 - 국가유산청 국가유산포털